# Mind Games (Palisades)
Mind Games è il secondo album in studio del gruppo musicale statunitense Palisades, pubblicato il 13 gennaio 2015 dalla Rise Records.

## Tracce
1. Player Haters' Ball (feat. blackbear) – 3:13
2. No Chaser – 4:01
3. Bad Girls – 3:33
4. Mind Games (feat. Champs) – 4:08
5. Whatever You Want It to Be – 3:58
6. Afraid – 3:48
7. People Like Us (feat. Garret Rapp of The Color Morale) – 3:35
8. Like a Drug – 3:37
9. True Blood – 3:40
10. Come Over and Watch Netflix – 2:52

## Formazione
Palisades
- Louis Miceli – voce
- Xavier Adames – chitarra, cori
- Matthew Marshall – chitarra, cori
- Brandon Sidney – basso, voce secondaria
- Aaron Rosa – batteria, percussioni
- Earl Halasan – tastiera, sintetizzatore, programmazione

Altri musicisti
- blackbear – voce in Player Haters' Ball
- Champs – voce in Mind Games
- Garret Rapp – voce in People Like Us

Produzione
- Erik Ron – produzione
- Pete Rutcho – ingegneria del suono, missaggio, mastering

## Classifiche
| Classifica (2015)         | Posizione massima |
| ------------------------- | ----------------- |
| Stati Uniti               | 198               |
| Stati Uniti (heatseekers) | 2                 |
| Stati Uniti (independent) | 14                |
| Stati Uniti (alternative) | 11                |
| Stati Uniti (hard rock)   | 5                 |
| Stati Uniti (rock)        | 17                |